# Andrij Tschajkowskyj

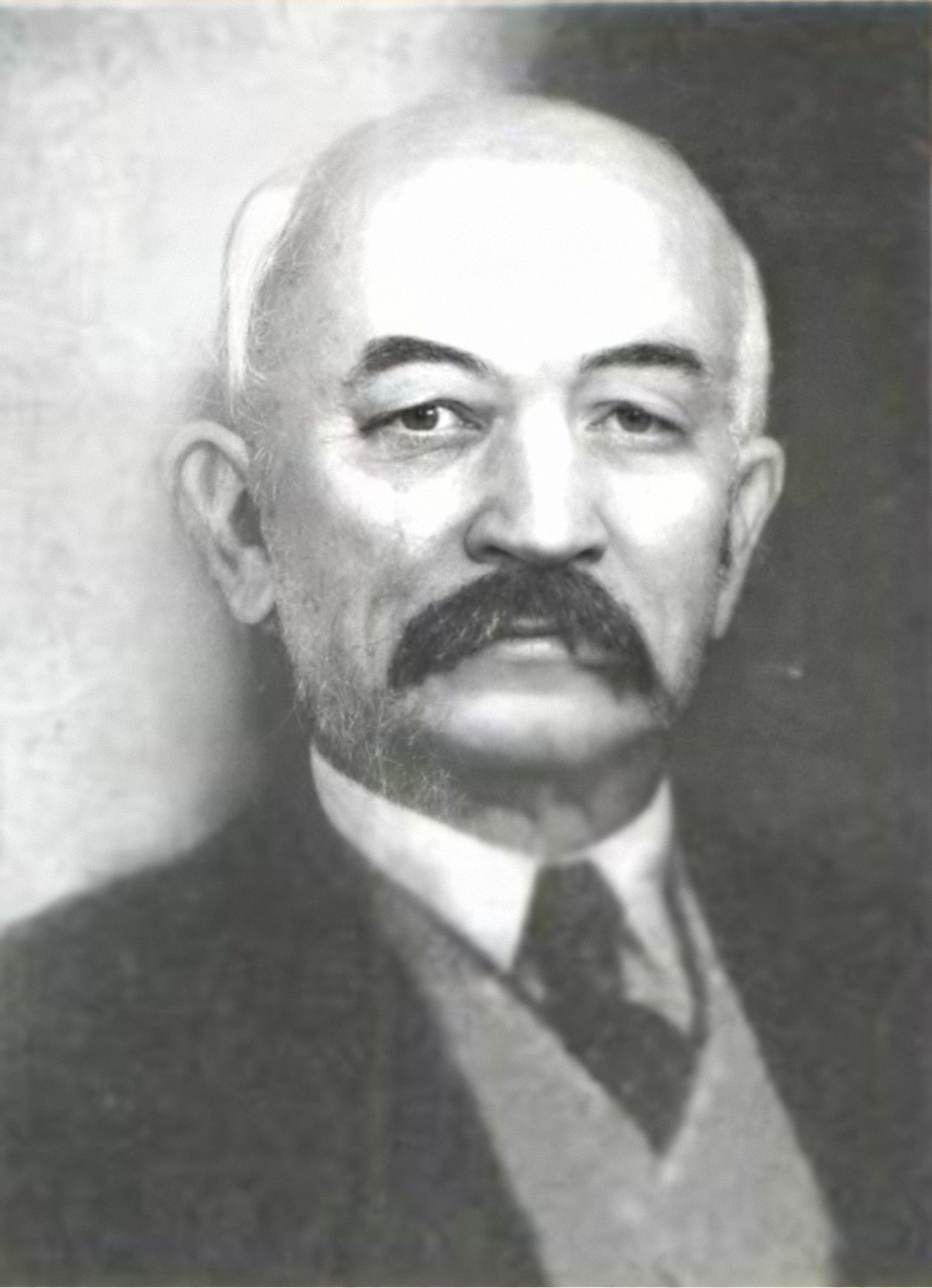
Andrij Tschajkowskyj

Andrij Jakowytsch Tschajkowskyj (ukrainisch Андрій Якович Чайковський; * 15. Mai 1857 in Sambir; † 2. Juni 1935 in Kolomyja) war ein ukrainischer Schriftsteller, Jurist und Politiker.

## Leben
Nach seinem Abitur, dass er 1877 in Sambir machte, diente er als Wehrpflichtiger in der Armee und studierte anschließend zunächst an der für Fakultät für Philosophie und ein Jahr später an der juristischen Fakultät der Universität Lemberg. Nach abgeschlossenem Studium arbeitete er als Anwalt in Lwiw und eröffnete später in Bereschany eine eigene Anwaltskanzlei. Bereits während seines Studiums wurde er leitendes Mitglied der Proswita. In dieser Zeit begann er auch mit dem Schreiben. 1888 veröffentlichte er sein erstes Werk und erlangte in den folgenden Jahren schnell Bekanntheit in der Ukraine.

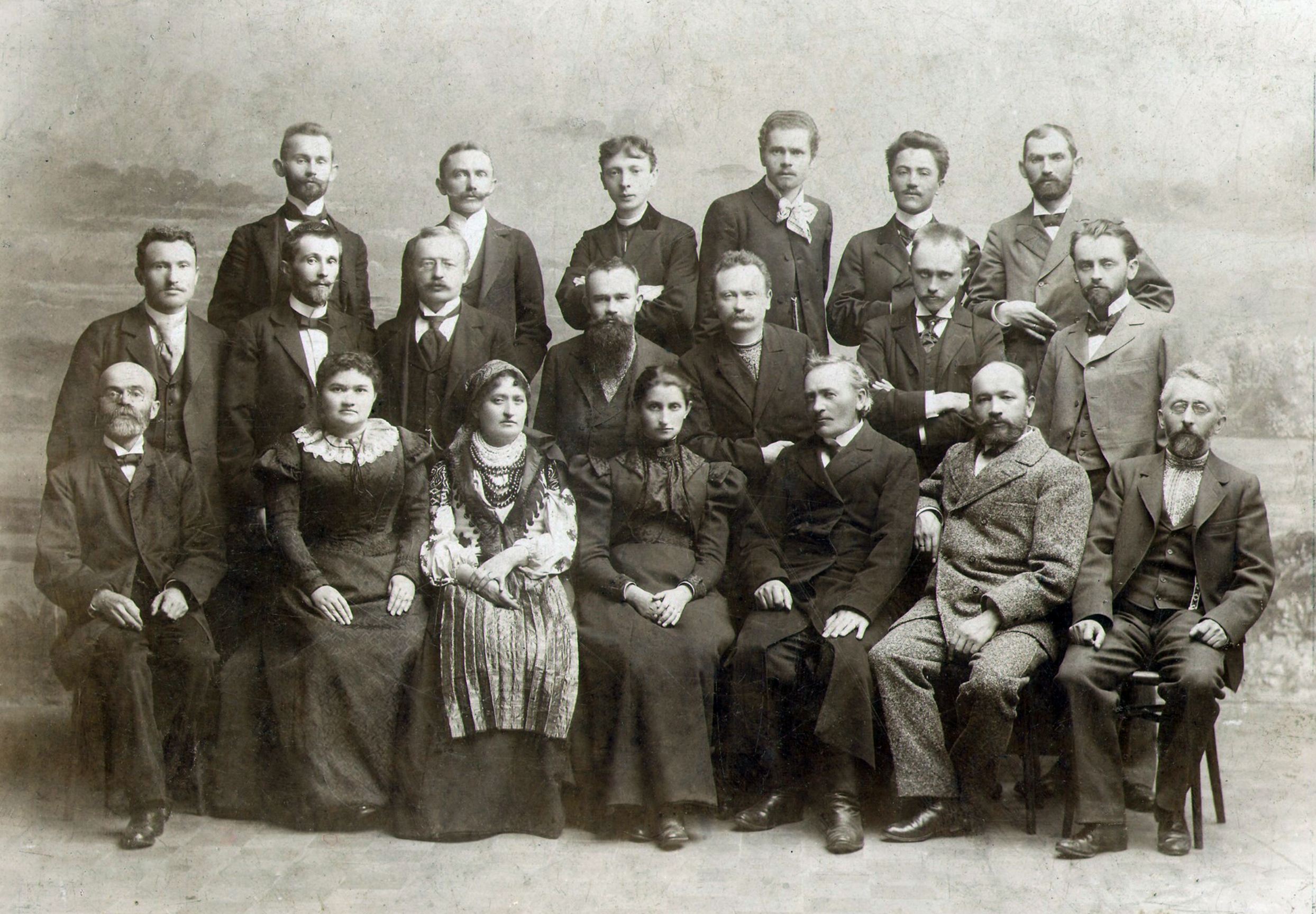
Der Vorstand und die Mitglieder der Wissenschaftlichen Gesellschaft Schewtschenko anlässlich des 100. Jahrestages der Veröffentlichung der Enejida von Iwan Kotljarewskyj, Lwiw, 31. Oktober 1898: In der ersten Reihe sitzend: Mychajlo Pawlyk, Jewhenija Jaroschynska, Natalija Kobrynska, Olha Kobyljanska, Sylvester Lepkyi, Andrij Tchaijkowskyj, Kost Pankiwskyj. In der zweiten Reihe stehend: Iwan Kopatsch, Wolodymyr Hnatjuk, Ossyp Makowej, Mychajlo Hruschewskyj, Iwan Franko, Oleksandr Kolessa, Bohdan Lepkyj. In der dritten Reihe stehend: Iwan Petruschewytsch, Filaret Kolessa, Jossyp Kyschakewytsch, Iwan Trusch, Denys Lukianowytsch, Mykola Iwasjuk.

Vor dem Ersten Weltkrieg zog er zurück in seine Geburtsstadt, und nach dem Krieg ließ er sich in Kolomyja nieder, wo er bis zu seinem Lebensende blieb.

## Gedächtnis
Ihm ist im Jossafat Kobrynskyj – Museum der Huzulischen Volkskunst  in Kolomyja eine permanente  Ausstellung gewidmet.

## Werke (Auswahl)
- На уходах (1921), deutsche Übersetzung: Verwegene Steppenreiter: Abenteuer aus der Kosakenukraine, Wuppertal: Kolibri-Verlag, 1972
- deutsche Übersetzung Ritt ins Tatarenland, Wuppertal: Kolibri-Verlag, 1968
- Козацька помста (1910), Lemberg: Aichelberger
- Twory u 8 tomach (gesammelte Werke in 8 Bänden), Lemberg: Tscherwona Kalyna, 1992ff.
- Spohady, lysty, doslidzennja (3 Bände), Lemberg: Naukowa Fundazia Andrija Tschaikowskoho, 2002, ISBN 966-613-151-X (Einzelbände ISBN 966-613-152-8, ISBN 966-613-153-6, ISBN 966-613-154-4)